# وینی فن وردنبورخ
وینی فن وردنبورخ (هلندی: Winnie van Weerdenburg؛ ۱ اکتبر ۱۹۴۶ – ۲۷ اکتبر ۱۹۹۸) شناگر اهل هلند بود.
وی در مسابقات کشوری و بین‌المللی در مجموع برندهٔ ۱ مدال برنز شده‌است.